# Sangaris invida
Sangaris invida là một loài bọ cánh cứng trong họ Cerambycidae.